# جایزه بزرگ دیترویت ۱۹۸۲
جایزه بزرگ دیترویت ۱۹۸۲ (انگلیسی: ‎1982 Detroit Grand Prix‎)، که به‌طور رسمی با نام نخستین جایزه بزرگ دیترویت شناخته می‌شود، یک مسابقهٔ موتوری در رشتهٔ اتومبیل‌رانی فرمول یک بود که در تاریخ ۶ ژوئن ۱۹۸۲ در پیست خیابانی دیترویت واقع در دیترویت، میشیگان، ایالات متحده آمریکا برگزار شد. این گراند پری در میان ۱۶ گراند پری در فصل ۱۹۸۲، مسابقهٔ شمارهٔ ۷ بود.
در این مسابقه که در ۶۲ دور و به مسافت ۲۵۸٫۴۲۸ کیلومتر (۱۶۰٫۵۸۰ مایل) برگزار شد، پول پوزیشن توسط آلن پروست کسب شد و سریع‌ترین زمان برای طی یک دور پیست که برابر با ۱:۵۰٫۴۳۸ بود نیز توسط آلن پروست به ثبت رسید.
جان واتسون از تیم مک‌لارن-فورد، ادی چیور از تیم لیجیه-ماترا و دیدیه پرونی از تیم فراری به‌ترتیب مقام‌های اول تا سوم مسابقه را کسب کردند.

## رده‌بندی قهرمانی پس از مسابقه
| جایگاه | راننده         | امتیاز |
| ------ | -------------- | ------ |
| ۱      | جان واتسون     | ۲۶     |
| ۲      | دیدیه پرونی    | ۲۰     |
| ۳      | آلن پروست      | ۱۸     |
| ۴      | ککه روسبرگ     | ۱۷     |
| ۵      | ریکاردو پاتریس | ۱۳     |
| منبع:  |                |        |

| جایگاه | سازنده       | امتیاز |
| ------ | ------------ | ------ |
| ۱      | مک‌لارن-فورد  | ۳۸     |
| ۲      | فراری        | ۲۶     |
| ۳      | ویلیامز-فورد | ۲۶     |
| ۴      | رنو          | ۲۲     |
| ۵      | لوتوس-فورد   | ۱۴     |
| منبع:  |              |        |

یادداشت
- تنها پنج جایگاه نخست از هر رده‌بندی نمایش داده شده است.